# Jacques Brel Is Alive and Well and Living in Paris

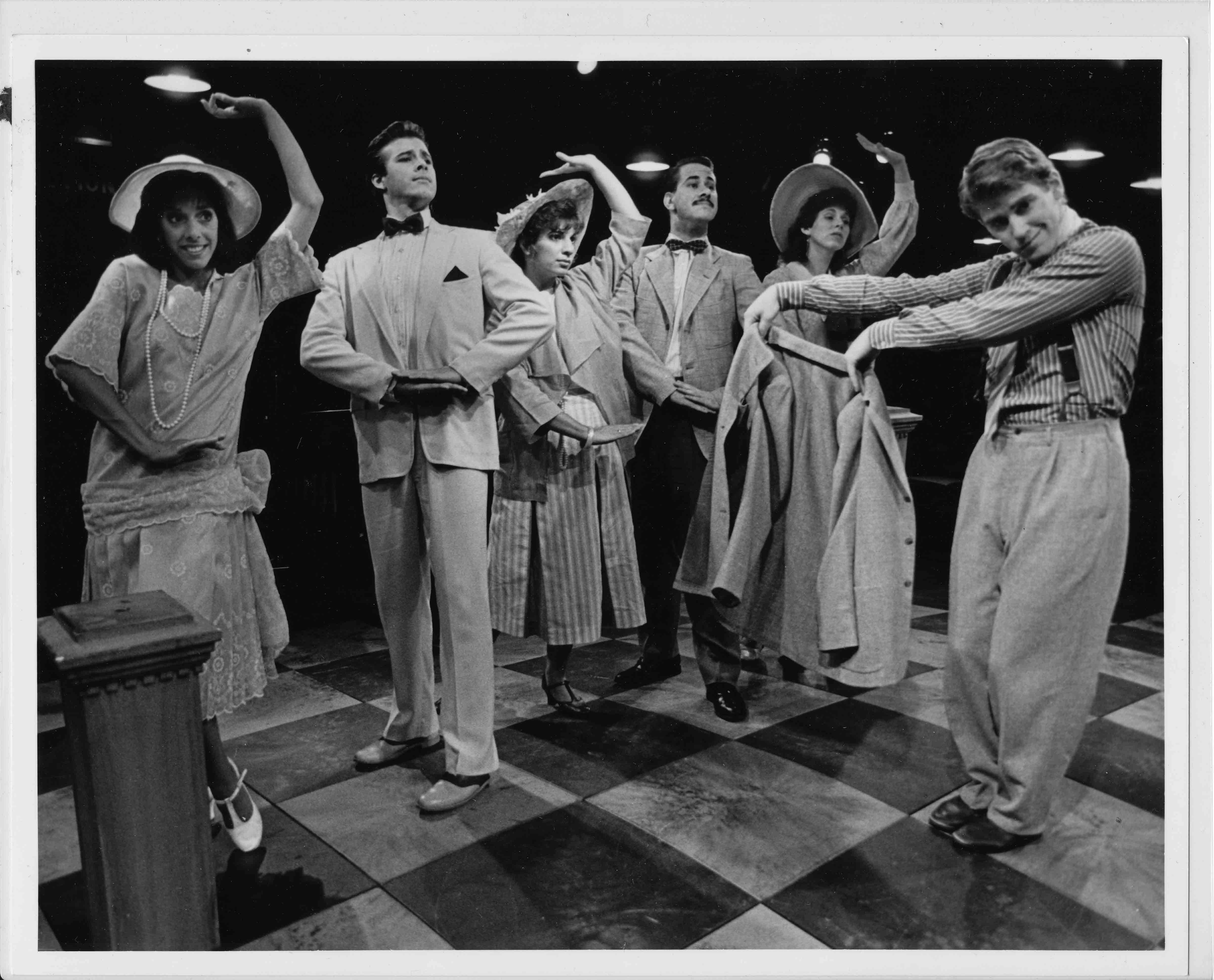
Les acteurs du spectacle.

 (janvier 2020).
Si vous disposez d'ouvrages ou d'articles de référence ou si vous connaissez des sites web de qualité traitant du thème abordé ici, merci de compléter l'article en donnant les références utiles à sa vérifiabilité et en les liant à la section « Notes et références ».
Jacques Brel Is Alive and Well and Living in Paris en français : « Jacques Brel est vivant, se porte bien et vit à Paris » est un spectacle musical présentant des traductions en anglais de l'œuvre de l'auteur-compositeur-interprète belge Jacques Brel. Pour de nombreux anglophones, Jacques Brel Is Alive and Well and Living in Paris représente leur premier contact avec l'œuvre de Brel. Ce spectacle a fortement contribué à sa réputation en Grande-Bretagne et aux États-Unis.

## Le spectacle original
Le spectacle débute Off-Broadway le 22 janvier 1966 au Village Gate à Greenwich Village (New York), et restera à l'affiche plus de quatre ans. Les chanteurs sont Elly Stone (en), Mort Shuman, Shawn Elliott, et Alice Whitfield. La production est mise en scène par Moni Yakim sous la direction de Eric Blau. Le 25 janvier 1972 un gala de cinquième anniversaire, "Hommage à Jacques", est célébré en présence de Jacques Brel au Carnegie Hall. Ses chansons sont interprétées par vingt-deux artistes : George Lee Andrews (en), Jack Blackton, Chevi Colton, Sally Cooke, Jack Eddleman, Elinor Ellsworth, Rita Gardner (en), Amelia Hass, Robert Jeffrey, Judy Lander, Ted Lawrie, Carolyn Leslie, Joe Masiell, Arlene Meadows, Stan Porter, Betty Rhodes, Howard Ross, Mort Shuman, Elly Stone (en), Fran Uditsky, Henrietta Valor (en), et Alice Whitfield. En 1974, ce spectacle sera repris au Astor Place Theater (en) pour une courte durée.
La revue est composée de vingt-cinq chansons, interprétées par deux chanteurs et deux chanteuses. Les traductions anglaises sont assurées par Eric Blau (en) (le mari de Elly Stone), et Mort Shuman, en tant que compositeur de Brill Building Pop.
Le spectacle devient un succès commercial international. En 1968, Moni Yakim dirige la mise en scène canadienne qu'il présente à Toronto avec Robert Jeffrey, Judy Lander, Arlene Meadows, et Stan Porter. Dans les années 1970, la production de Taubie Kushlick à Johannesburg obtint le record de durée pour un spectacle musical à l'affiche en Afrique du Sud. Elle a fait l'objet d'un enregistrement considéré comme la version définitive des versions anglaises de ces chansons. En 1975, une version filmée de cette production a été réalisée et diffusée dans le cadre des séries American Film Theatre (en). Pendant cette période, le spectacle a encore été présenté à Sydney, Paris, Dublin, Amsterdam, et Copenhague.
En 1988, le spectacle a été repris lors de son 20e anniversaire au Town Hall à Manhattan, ainsi qu'une nuit au John F. Kennedy Center for the Performing Arts à Washington DC. Il était produit par Eric Blau et Reuben Hoppenstein et mis en scène par Elly Stone, avec comme interprètes Karen Akers, Shelley Ackerman, Elmore James, et Kenny Morris.
En 1995, Jacques Brel Is Alive and Well and Living in Paris est présenté à Londres, avec Michael Cahill, Alison Egan, Liz Greenaway, et Stuart Pendred. Un album de ce spectacle est paru le 12 août 1997 chez Jay Records.

## La reprise en 2006
En 2006, une nouvelle version est produite Off-Broadway au Zipper Theatre de New York. Bien que la plupart des traductions originales de Blau et Shuman y sont présentées, quelques changements apparaissent : l'ordre des chansons est modifié, certaines sont réorchestrées, et d'autres apparaissent ou disparaissent. La mise en scène est plus longue, accompagnée de chorégraphies. Le succès de ce spectacle lui permet de rester plus d'un an à l'affiche. Il est nommé à plusieurs prix dont le Drama Desk Award, le Drama League Award, et le Outer Critics Circle Award. Le spectacle est mis en scène par Gordon Greenberg, la direction musicale et les arrangements sont de Eric Svejcar, et les interprètes sont Robert Cuccioli, Natascia Diaz, Rodney Hicks, et Gay Marshall. Le rôle chanté par Hicks est ensuite tenu par Drew Sarich (juillet à octobre 2006), Jim Stanek (octobre 2006 à janvier 2007), et le finaliste de la quatrième saison de l'American Idol Constantine Maroulis (janvier et février 2007). Diaz est remplacée par Jayne Patterson (janvier-février 2007), qui avait un rôle de doublure. Les autres doublures étaient Kevin del Aguila, Tamra Hayden, et Ann Mandrella, la femme de Sarich. L'enregistrement du spectacle par Ghostlight Records est sorti le 21 novembre 2006.
En 2008, une nouvelle mise en scène par Nathalie Ribette a été présentée au DBS Theatre de Singapour avec Leigh McDonald, Tony McGill, Emma Young et George Chan.

## Liste des chansons

### Spectacle de 1968
Acte 1 :
1. Overture
2. Marathon (Les Flamandes)
3. Alone (Seul)
4. Madeleine
5. I Loved (J'aimais)
6. Mathilde
7. Bachelor's Dance (La Bourrée du célibataire)
8. Timid Frieda (Les Timides) (Thème utilisé pour une pub TV d'Ovomaltine en Grande-Bretagne).
9. My Death (La Mort)
10. The Girls and the Dogs (Les Filles et les Chiens)
11. Jacky (La Chanson de Jacky)
12. The Statue (La Statue)
13. Desperate Ones (Les Désespérés)
14. Sons of... (Fils de...)
15. Amsterdam

Acte 2 :
1. The Bulls (Les Toros)
2. Old Folks (Les Vieux)
3. Marieke
4. Brussels (Bruxelles)
5. Fanette (La Fanette)
6. Funeral Tango (Le Tango funèbre)
7. The Middle Class (Les Bourgeois)
8. You're Not Alone (Jef)
9. Next (Au suivant)
10. Carousel (La Valse à mille temps)
11. If We Only Have Love (Quand on n'a que l'amour)

Chansons ajoutées dans le film de 1975 :
1. The Taxi Cab (Le Gaz)
2. My Childhood (Mon enfance)
3. My Last Supper (Le Dernier Repas)
4. Song For Old Lovers (La Chanson des vieux amants)

### Spectacle de 2006
Acte 1 :
1. Le Diable (Ça va)
2. If We Only Have Love (Quand on n'a que l'amour)
3. Alone (Seul)
4. I Loved (J'aimais)
5. Jacky (La Chanson de Jacky)
6. My Childhood (Mon enfance)
7. Madeleine
8. Bachelor’s Dance (La Bourrée du célibataire)
9. Fanette (La Fanette)
10. Le Moribond
11. The Desperate Ones (Les Désespérés)
12. Timid Frieda (Les Timides)
13. The Girls And The Dogs (Les Filles et les Chiens)
14. Statue (La Statue)
15. Sons of... (Fils de...)
16. Amsterdam

Acte 2 :
1. The Bulls (Les Toros)
2. Brussels (Bruxelles)
3. Ne me quitte pas
4. Middle Class (Les Bourgeois)
5. Old Folks (Les Vieux)
6. Funeral Tango (Tango funèbre)
7. My Death (La Mort)
8. Marieke
9. Song For Old Lovers (La Chanson des vieux amants)
10. Next (Au suivant)
11. No Love You’re Not Alone (Jef)
12. Carousel (La Valse à mille temps)
13. If We Only Have Love (Quand on n'a que l'amour)